# Storhuvad plattnäbb
Storhuvad plattnäbb (Ramphotrigon megacephalum) är en fågel i familjen tyranner inom ordningen tättingar.

## Utseende och läte
Storhuvad plattnäbb är en liten tyrann. Den är olivgrön på rygg, huvud och bröst, med ljusgul buk och mestadels mörka vingar med två tydliga kanelbruna vingband och likfärgade kanter på vingpennorna. På huvudet syns ett tydligt ögonbrynsstreck som vrids runt ögat och en tvåfärgad näbb. Sången består av ett mycket distinkt mjukt visslande "feeww-fuu" som upprepas under långa perioder.

## Utbredning och systematik
Storhuvad plattnäbb delas in i fyra underarter:
- R. m. megacephalum -–förekommer från sydöstra Brasilien (östra Minas Gerais) till sydöstra Paraguay och nordöstra Argentina
- R. m. venezuelense – förekommer i nordöstra Venezuela (och troligen i intilliggande Colombia)
- R. m. pectorale – förekommer från sydöstra Colombia till östra Ecuador, södra Venezuela och näraliggande Brasilien (och eventuellt Peru)
- R. m. bolivianum – förekommer tropiska områden från östra Peru (Loreto) till norra Bolivia och västra Amazonområdet i (Brasilien)

## Levnadssätt
Storhuvad plattnäbb hittas i fuktiga skogar, enbart vid stånd av bambu. Olikt många andra arter slår den endast sällan följe med kringvandrande artblandade flockar.

## Status och hot
Arten har ett stort utbredningsområde, men tros minska i antal, dock inte tillräckligt kraftigt för att den ska betraktas som hotad. Internationella naturvårdsunionen IUCN listar arten som livskraftig (LC).